# Sphecodes capensis
Sphecodes capensis là một loài Hymenoptera trong họ Halictidae. Loài này được Cameron mô tả khoa học năm 1905.